# Roberto Narducci

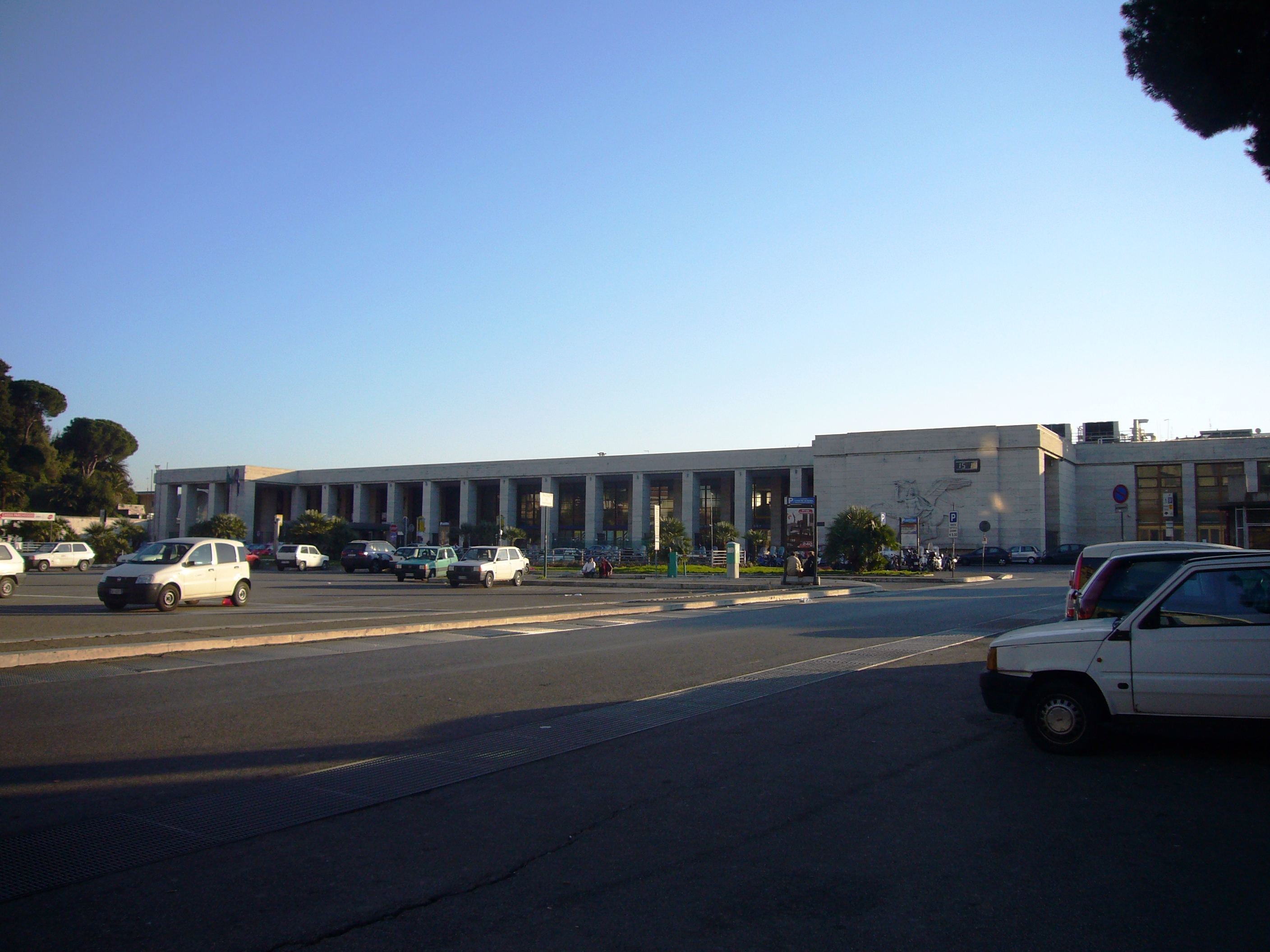
Stazione di Roma Ostiense

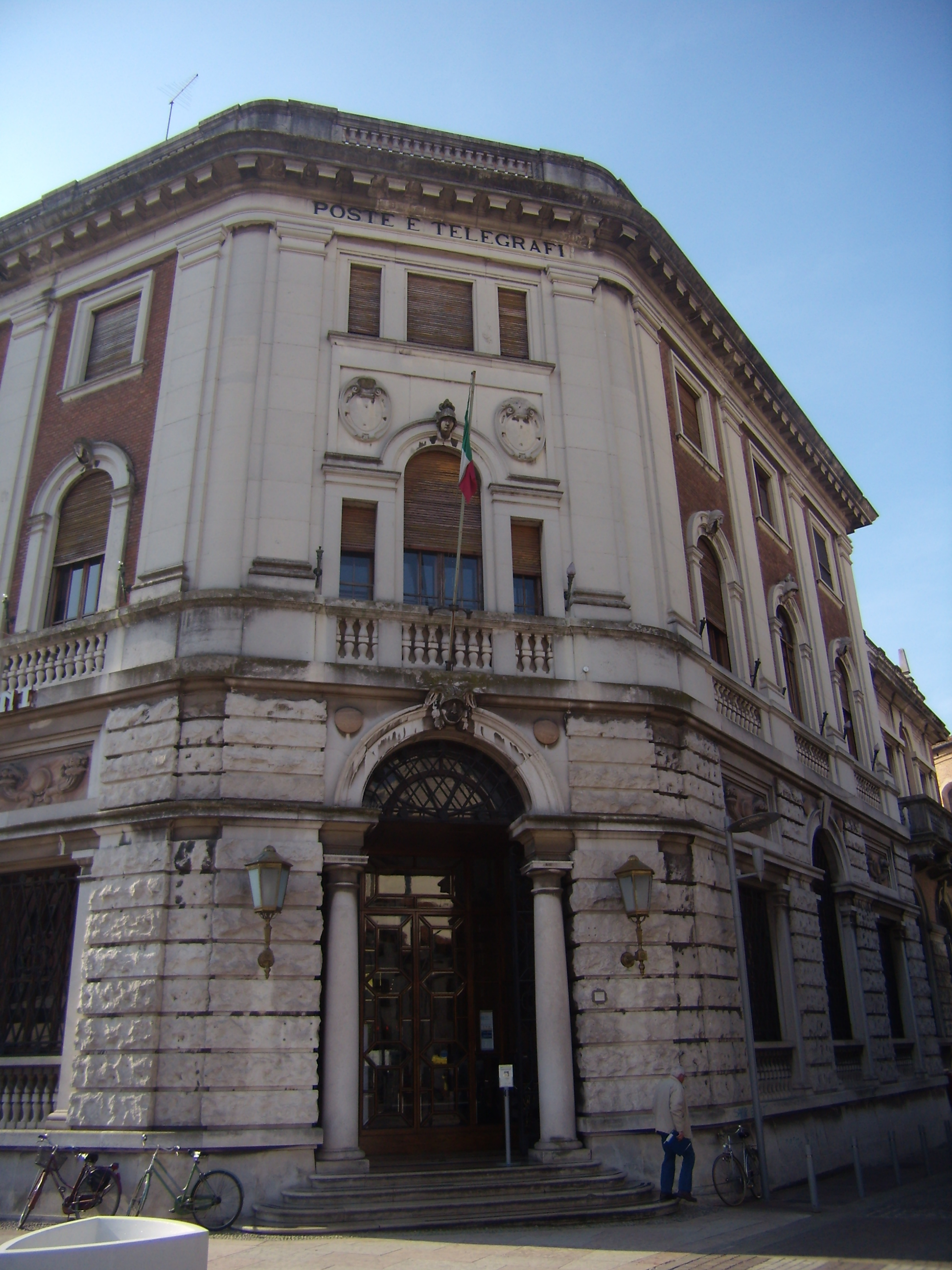
Rovigo, palazzo delle Poste e Telegrafi

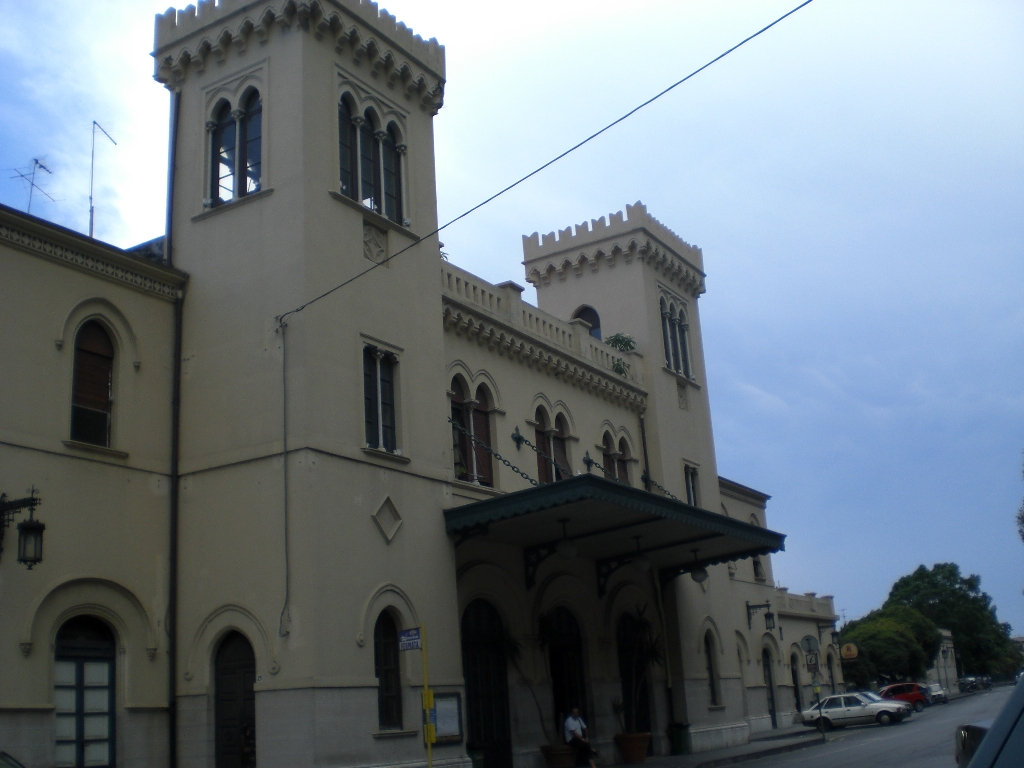
Prospetto esterno della stazione di Taormina-Giardini

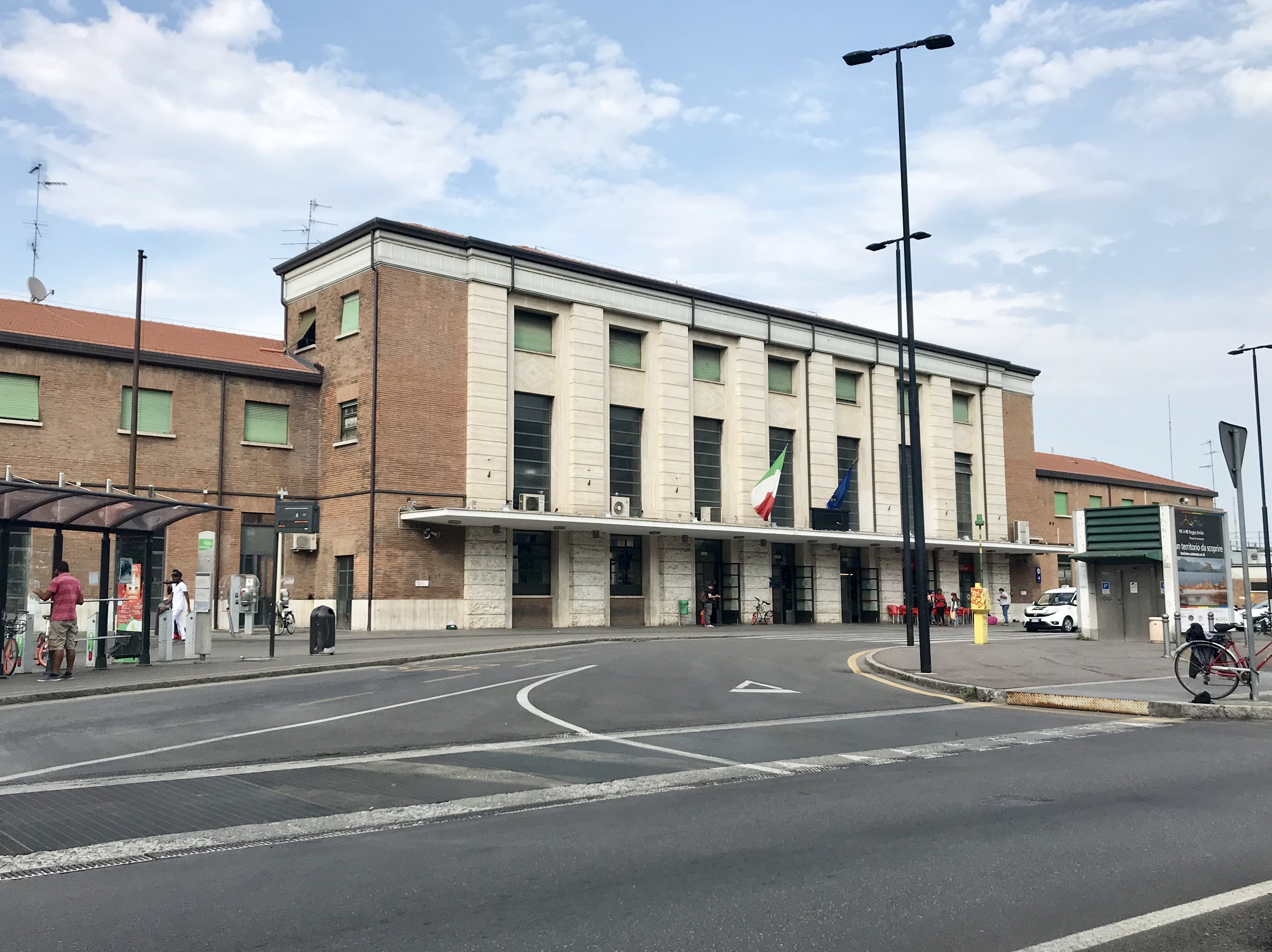
Stazione centrale di Reggio Emilia

Roberto Narducci (Roma, 14 agosto 1887 – Roma, 10 febbraio 1979) è stato un architetto e ingegnere italiano.

## Biografia
Nasce a Roma il 14 agosto 1887 da una famiglia borghese. Dopo la licenza tecnica conseguita nel 1903-04 ottiene nel 1909 il diploma di decorazione architettonica al Museo artistico industriale romano; nello stesso anno supera il concorso ed entra come disegnatore presso le Ferrovie dello Stato.
Nel 1920-21 si iscrive al terzo anno della Regia Scuola Superiore di Architettura di Roma che lo porterà, nel 1923, al conseguimento della laurea in Architettura Civile. Nel 1930 consegue l'abilitazione alla professione d'Ingegnere.
Nella sua vita, come dipendente del Ministero delle comunicazioni, progetta circa quaranta stazioni ferroviarie, di nuova edificazione oppure ricostruzioni postbelliche e una decina di edifici postali. Lavorerà spesso sotto le direttive di Angiolo Mazzoni, che fu fino al 1944 suo superiore gerarchico.

## Opere (parziale)
Palazzi postali
- Palazzo delle Poste e Telegrafi di Rovigo, 1926-1929
- Palazzo delle Poste e Telegrafi di Cremona, 1928
- Palazzo delle Poste e Telegrafi di Treviso, 1928-1931
- Palazzo delle Poste e Telegrafi di Salerno, 1930-1932
- Palazzo delle Poste e Telegrafi di Savona, 1930-1933
- Palazzo delle Poste e Telegrafi di Bari, 1930-1934
- Palazzo delle Poste e Telegrafi di Reggio Emilia
- Palazzo delle Poste e Telegrafi di Vicenza, 1932-36[1]
- Palazzo delle Poste e Telegrafi di Benevento, 1932
- Palazzo delle Poste e Telegrafi di Novara, 1934
- Palazzo delle Poste e Telegrafi di Reggio Emilia, 1951

Fabbricati viaggiatori di stazioni ferroviarie
- Stazione di Cagliari (ampliamento), 1925-26
- Stazione di Taormina-Giardini, 1926-28
- Stazione di Belluno, 1928
- Stazione di Bardonecchia, 1933
- Stazione di Pesaro, 1935
- Stazione di Viareggio, 1936
- Stazione di Redipuglia, 1936
- Stazione di Santa Flavia-Solunto, 1936
- Stazione di Albenga, 1937
- Stazione di Loano, 1937
- Stazione di Piacenza, 1937
- Stazione di Villa San Giovanni, 1937
- Stazione di Alessandria, 1938
- Stazione di Battipaglia, 1937-38
- Stazione di Finale Ligure, 1938
- Stazione di Genova Bolzaneto, 1938
- Stazione di Pietra Ligure, 1938
- Stazione di Massa Centro, 1939
- Stazione di Roma Ostiense, 1940
- Stazione di Ventimiglia, 1942
- Stazione di Cogoleto, 1943
- Stazione di Piediluco (ricostruzione), 1945
- Stazione di Reggio Emilia (ricostruzione), 1946-49
- Stazione di Benevento, 1947-48
- Stazione di Siena (ricostruzione), 1947-48
- Stazione di Vicenza, 1948[2]
- Stazione di Faenza, 1948
- Stazione di Verona Porta Nuova (ricostruzione), 1946-49
- Stazione di Monselice, 1949
- Stazione di Rovigo, 1950
- Stazione di Foggia, 1951
- Stazione dell'Aquila (ricostruzione), 1951
- Stazione di Treviso Centrale, 1953
- Stazione di Levanto, 1970